# Sveriges fotbollslandslag i OS 1920
Sveriges fotbollslandslag deltog i OS 1920, som arrangerades i belgiska Antwerpen. Sverige inledde turneringen genom att besegra Grekland med 9-0 , men förlorade därefter mot Nederländerna med 4-5 efter förlängning och var därmed utslagna..
| Robert Zander             | Örgryte IS      | Målvakt       |
| Valdus Lund               | IFK Göteborg    | Högerback     |
| Fritjof Hillén            | GAIS            | Vänsterback   |
| Bertil Nordenskjöld       | Djurgårdens IF  | Högerhalv     |
| Ragnar Wicksell           | Djurgårdens IF  | Centerhalv    |
| Karl Gustafsson           | Djurgårdens IF  | Mittfältare   |
| Rune Bergström            | AIK             | Högerytter    |
| Albert Olsson             | GAIS            | Högerinner    |
| Herbert "Murren" Karlsson | IFK Göteborg    | Centerforward |
| Albin Dahl                | Helsingborgs IF | Vänsterinner  |
| Mauritz "Moje" Sandberg   | IFK Göteborg    | Vänsterytter  |
| Albert Öijermark          | Djurgårdens IF  | Högerhalv     |